# Đo (štap)
Đo (japanski 杖; Jō) je tradicionalno japansko oružje, koje se primarno koristi u borilačkoj vještini đođucu, ali se također koristi i u tehnikama aikida. Osim toga, i dan-danas pojedine policijske postrojbe u Japanu koriste đo.
Tradicionalna dužina đo oružja je 127 cm promjera 2,40 cm. Osim đo štapa u japanskim borilačkim vještinama koristi se i bo štap. 

## Vidjeti još
- Boken
- Tanto
- Bo

## Vanjske povezice
- Jō

|  | Zajednički poslužitelj ima još gradiva o temi Jō |